# Strada statale 639 dei Laghi di Pusiano e di Garlate
La strada statale 639 dei Laghi di Pusiano e di Garlate (SS 639), fino al mese di maggio del 2021 ex strada statale 639 dei Laghi di Pusiano e di Garlate (SS 639) in provincia di Como, strada provinciale 639 dei Laghi di Pusiano e di Garlate (SP 639) in Provincia di Lecco, e strada provinciale ex SS 639 dei Laghi di Pusiano e di Garlate (SP ex SS 639) in Provincia di Bergamo, è una strada statale italiana che collega tra loro le province di Como, Lecco, Bergamo.

## Storia
Già contemplata nel piano generale delle strade aventi i requisiti di statale del 1959 è solo con il decreto del Ministro dei lavori pubblici del 9 novembre 1973 che viene elevata al rango di statale con i seguenti capisaldi di itinerario: "Urago - Erba - Lecco - bivio di Cisano Bergamasco".
Successivamente, con il conferimento del titolo di SS 36 del Lago di Como e dello Spluga alla Nuova Valassina dal 1990 e fino al 1999 il percorso da Civate fino all'ingresso nell'abitato di Lecco è stato inglobato con quello della SS 36. Mentre dall'atto di apertura della nuova SS 36 "Variante di Lecco" il tratto a doppia carreggiata, caposaldo dallo svincolo di Oggiono -  Civate a Malgrate - innesto ex strada statale 583 Lariana ha ripreso unicamente la precedente classificazione di SS 639, declassando l'itinerario interno all'abitato di Lecco come strada urbana.
In seguito al decreto legislativo n. 112 del 1998 dal 2001 la gestione è passata dall'ANAS alla Regione Lombardia che ha provveduto al trasferimento dell'infrastruttura al demanio della Provincia di Como, della Provincia di Lecco e della Provincia di Bergamo per le tratte territorialmente competenti.
Con l'attuazione del piano rientro strade 2021 l'arteria è stata riclassificata nuovamente come strada statale, tornando di fatto alla originaria gestione ANAS.

## Percorso
L'odierno asse viario ha origine nel comune di Albese con Cassano, dall'innesto con la strada statale 342 Briantea, proseguendo verso est attraverso l'alta Brianza, su un percorso scorrevole e pianeggiante. Tocca i centri di Albavilla, Erba, Pusiano, dove passa accanto al lago omonimo; entrata nel lecchese attraversa Cesana Brianza, Suello, Civate (di fianco al lago di Annone), punto in cui si interrompe per un breve tratto immettendosi sulla SS 36. Dopo Civate raggiunge Valmadrera e Malgrate, quindi l'intersezione con la ex strada statale 583 Lariana, ora strada provinciale 583 Lariana (SP 583).
Il tracciato riprende in uscita da Lecco deviando verso sud, toccando il lago di Garlate (sulla sponda orientale), Vercurago, Calolziocorte; in Provincia di Bergamo giunge infine a Cisano Bergamasco, dove si immette nuovamente nella strada statale 342 Briantea.

## Progetti di ammodernamento
È in fase di studio l'ammodernamento del tronco stradale Lecco - Cisano Bergamasco, che prevede come primo intervento la realizzazione della variante all'abitato di Vercurago, ponendo in successivo piano opere viabilistiche per migliorare l'accessibilità sia verso la SS 36 a Lecco, nonché l'immissione nella SS 342 a Cisano.

## Comuni attraversati
- Provincia di Como: Albese con Cassano, Albavilla, Erba, Pusiano.
- Provincia di Lecco: Cesana Brianza, Suello, Civate, Valmadrera, Malgrate, Lecco, Vercurago, Calolziocorte.
- Provincia di Bergamo: Cisano Bergamasco.